# Kija
| V31 · Z4 | i | A | B1 |

| V31 · Z4 | i | A | B1 |

Kija – drugorzędna żona faraona Echnatona z XVIII dynastii.

## Pochodzenie
Pochodzenie Kiji nie jest znane. Jedyną poszlakę może stanowić jej niezwykłe, obco brzmiące imię. Niektórzy badacze identyfikują ją z Taduhepą, mitannijską księżniczką, którą wysłano do Egiptu, aby została żoną Amenhotepa III. Jej przybycie zbiegło się ze śmiercią starego króla. Wiemy, że pozostała w Egipcie, zostając żoną Amenhotepa IV, lecz jej dalsze losy pozostają nieznane. Kija byłaby zatem cudzoziemską księżniczką, córką króla Tuszratty i królowej Juni. Sugerowano, że historia Kiji, księżniczki z Mitanni, mogła zostać włączona do Opowieści o Dwu Braciach, bajki opowiadającej, jak faraon zakochał się w pięknej cudzoziemce, czując zapach jej włosów.

## Życiorys
Chociaż Kija nie nosiła tytułu Wielkiej Królewskiej Małżonki, odgrywała ważną rolę na dworze. Jeden z jej tytułów brzmiał: Żona i wielce ukochana Króla Górnego i Dolnego Egiptu, żyjącego w prawdzie, Pana Obu Krajów Nefercheperure Waenre [Echnatona], doskonałego dziecka żyjącego Atona, który będzie żył wiecznie. Kija była ważną i wielce faworyzowaną mieszkanką haremu. Cieszyła się wielkim szacunkiem. Dostąpiła nawet zaszczytu udziału w obrzędach ku czci nowego boga – Atona. Mogła składać ofiary wraz z Echnatonem, a także, co niezwykłe, bez niego. Miała nawet własną solarną świątynię Cień Re.
Na płaskorzeźbach przedstawiających Kiję widzimy spokojną, lekko uśmiechniętą twarz, o łagodnych rysach w porównaniu z twarzą Nefertiti. Chętnie nakłada nubijską perukę, dotąd noszoną tylko przez mężczyzn, lecz teraz przyjętą przez nią i Nefertiti.

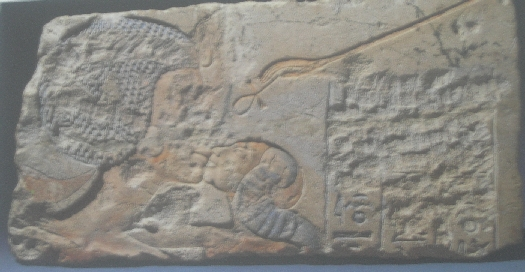
Kija z anonimową córką

Wiemy, że Kija urodziła Echnatonowi przynajmniej jedną córkę. Wiele poszlak wskazuje także, że mogła być matką co najmniej dwóch synów władcy. Jej córkami mogły być ponadto dwie efemeryczne księżniczki, które przemknęły przez królewską rodzinę pod koniec panowania Echnatona: Meritaton-Taszerit oraz Anchesenpaaton-Taszerit. Kija cieszyła się łaskami króla w środkowych latach jego panowania, jednak przed rokiem dwunastym nagle zniknęła. Być może popadła w niełaskę, lecz bardziej prawdopodobne jest, że zmarła, a jej imiona i wizerunki wymazano ze ścian kompleksu Maru-Aton, zastępując ją Meritaton. W tym samym czasie zniknęło także wiele innych kobiet z rodziny królewskiej. Przyczyną tej serii zgonów mogła być epidemia.

## Tajemnicza scena
W królewskim grobowcu w Amarnie znajduje się scena przedstawiająca śmierć jednej z dam amarneńskiego dworu. Widzimy tu Echnatona i Nefertitii trzymających w żalu prawe ręce wzniesione przy głowach. Za drzwiami komnaty kobieta kołysze w ramionach niemowlę. Wyobrażony nad nim rozłożony wachlarz świadczy o królewskim statusie dziecka. Z tyłu widać rozpaczające płaczki. W dolnym rejestrze przedstawiono sztywne ciało kobiety leżące na marach. Historia ukazana na ścianie grobowca wydaje się jasna. Matka umarła, dając życie królewskiemu dziecku. Nigdzie nie widać ojca, chyba że jest nim sam Echnaton. Egiptolog Geoffrey Martin zasugerował, że damą na marach może być Kija, która umarła, wydając na świat Tutanchamona. Kija mogła być także matką efemerycznego Smenchkare, koregenta Echnatona. Jeśli scena z królewskiego grobowca w Amarnie rzeczywiście przedstawia Kiję, można przypuszczać, że właśnie tam ją pochowano.

## Dolina Królów
W grobowcu KV55 w Dolinie Królów odnaleziono cztery urny kanopskie należące do Kiji. Ich pokrywy mają formę kobiecych głów w charakterystycznej peruce nubijskiej. Pokrywy te nie pasują do urn, zatem musiały należeć do innego kompletu. Być może ukazują Kiję, choć równie dobrze mogą przedstawiać księżniczkę Meritaton. Trzy ze wspomnianych urn znajdują się obecnie w Muzeum Egipskim w Kairze. Czwarta trafiła do Metropolitan Museum of Art w Nowym Jorku. W tajemniczym grobie odkryto także drewniany sarkofag, który początkowo przygotowano dla Kiji, jednak przed wykorzystaniem zmieniono formy żeńskie na męskie i dodano atrybuty króla. Z osobą Kiji może być również związany grób KV63 odkryty w 2005 roku w Dolinie Królów. Twarze przedstawione na odnalezionych tam antropoidalnych trumnach są niezwykle podobne do wizerunków Tutanchamona. Dr Zahi Hawass zasugerował, że grobowiec mógł należeć do jego matki, Kiji.

## Identyfikacja mumii
Przeprowadzone w latach 2007-2009 badania genetyczne mumii należących przypuszczalnie do rodziny Tutanchamona wykazały, że mumia określana przez egiptologów mianem Młodszej Damy należy do matki Tutanchamona. Badania wykazały ponadto, że kobieta ta była córką Amenhotepa III i Teje. Jej imię pozostaje nieznane, choć niewykluczone, że mamy tu do czynienia z Kiją. Jeśli tak jest w istocie, należy odrzucić teorię o jej mitannijskim pochodzeniu. Bardziej prawdopodobne wydaje się jednak, że szczątki należą do którejś ze znanych nam sióstr Echnatona. Badania wykazały, że kobieta nie zmarła w połogu, tylko została zamordowana - uderzeniem pałką w twarz i ciosem sztyletem w pierś.